# Джурково
Джурково (болг. Джурково) — село в Болгарии. Находится в Пловдивской области, входит в общину Лыки. Население составляет 102 человека.

## Политическая ситуация
Джурково подчиняется непосредственно общине и не имеет своего кмета.
Кмет (мэр) общины Лыки — Красимир Славчев Манов (Болгарская социалистическая партия (БСП)) по результатам выборов.